# 中共鲁西县行署旧址
中共鲁西县行署旧址，是位于中国山东省泰安市东平县戴庙镇戴庙村的中国共产党革命遗址，2023年入选泰安市第六批文物保护单位。
中共鲁西县行署旧址是1940年4月国共双方在山东抗日根据地建立的政权，领导鲁西北、泰西两地的抗日战争工作，萧华担任行署主任。1941年7月并入冀鲁豫区。